# Hemyda hertingi
Hemyda hertingi là một loài ruồi trong họ Tachinidae.